# Episodi di Joan of Arcadia (prima stagione)
La prima stagione della serie televisiva Joan of Arcadia è stata trasmessa in Nord America dal 26 settembre 2003 al 21 maggio 2004 da CBS. In Italia è stata trasmessa dal 27 marzo al 26 aprile 2006 da Italia 1.
| nº | Titolo originale                  | Titolo italiano            | Prima TV USA      | Prima TV Italia |
| -- | --------------------------------- | -------------------------- | ----------------- | --------------- |
| 1  | Pilot                             | Parlo con Dio              | 26 settembre 2003 | 27 marzo 2006   |
| 2  | The Fire And The Wood             | Lezioni di chimica         | 3 ottobre 2003    | 28 marzo 2006   |
| 3  | Touch Move                        | Scacco matto               | 10 ottobre 2003   | 29 marzo 2006   |
| 4  | The Boat                          | La mia barca               | 17 ottobre 2003   | 30 marzo 2006   |
| 5  | Just say no                       | Un fidanzato per Joan      | 24 ottobre 2003   | 31 marzo 2006   |
| 6  | Bringeth It On                    | Cheerleader, che passione! | 31 ottobre 2003   | 3 aprile 2006   |
| 7  | Death Be Not Whatever             | Cercasi baby sitter        | 7 novembre 2003   | 4 aprile 2006   |
| 8  | The Devil Made Me Do It           | Crisi di fede              | 14 novembre 2003  | 5 aprile 2006   |
| 9  | St. Joan                          | Giovanna D'Arco            | 21 novembre 2003  | 6 aprile 2006   |
| 10 | Drive, He Said                    | L'ostaggio                 | 5 dicembre 2003   | 7 aprile 2006   |
| 11 | The Uncertainty Principle         | Un ragazzo difficile       | 12 dicembre 2003  | 10 aprile 2006  |
| 12 | Jump                              | Indagine federale          | 9 gennaio 2004    | 11 aprile 2006  |
| 13 | Recreation                        | Festa clandestina          | 16 gennaio 2004   | 12 aprile 2006  |
| 14 | State of Grace                    | Missione compiuta          | 6 febbraio 2004   | 13 aprile 2006  |
| 15 | Night Without Stars               | Gelosia                    | 13 febbraio 2004  | 14 aprile 2006  |
| 16 | Double Dutch                      | Amicizia sulla corda       | 20 febbraio 2004  | 17 aprile 2006  |
| 17 | No Bad Guy                        | Una foto compromettente    | 27 febbraio 2004  | 18 aprile 2006  |
| 18 | Requiem for a Third Grade Ashtray | Fratelli e sorelle         | 12 marzo 2004     | 19 aprile 2006  |
| 19 | Do the Math                       | Lezioni di piano           | 2 aprile 2004     | 20 aprile 2006  |
| 20 | Anonymous                         | Fotografi si nasce         | 30 aprile 2004    | 21 aprile 2006  |
| 21 | Vanity, Thy Name Is Human         | Vanità                     | 7 maggio 2004     | 24 aprile 2006  |
| 22 | The Gift                          | Il regalo                  | 14 maggio 2004    | 26 aprile 2006  |
| 23 | Silence                           | Una strana giornata        | 21 maggio 2004    | 27 aprile 2006  |

## Parlo con Dio
- Titolo originale: Pilot
- Diretto da: James Hayman e Jack Bender
- Scritto da: Barbara Hall

### Trama
Joan Girardi, una ragazza di 16 anni, viene avvicinata sull'autobus che la sta portando a scuola da un ragazzo che sostiene di essere Dio e che le affida una missione: farsi assumere come commessa nella libreria Starlight. Inizialmente la ragazza pensa che si tratti di un pazzo e cerca di ignorare i continui segnali che lui le sta mandando, ma poi decide di recarsi alla libreria e lì verrà assunta. Al termine della prima sera di lavoro, uno sconosciuto chiede a Joan se vuole un passaggio in auto e lei, credendo che sia Dio, accetta; tuttavia si rende conto velocemente che in realtà quell'uomo non è l'Altissimo e quando la vuole costringere a salire in auto, fugge. Guardandosi indietro però non vede più né l'uomo né l'auto. In contemporanea, suo padre dà la caccia a un serial killer e, dopo quanto accaduto a Joan, un poliziotto scorta alla centrale l'uomo, fermato per eccesso di velocità. Il collega di Will sospetta che possa essere il serial killer che cercavano e che finalmente hanno catturato. Mentre Joan cerca di dormire, suo fratello Kevin arriva in camera e le dice che vuole tornare a vivere, anche se ora è paraplegico e lei torna a dormire con il sorriso.

## Lezioni di chimica
- Titolo originale: The Fire and the Wood
- Diretto da: James Hayman
- Scritto da: Hart Hanson

### Trama
Dopo la brutta esperienza della sera precedente, Joan è preoccupata ma a scuola trova ad attenderla ancora Dio, che le consiglia di migliorare a scuola e di iscriversi al corso avanzato di chimica, anche se lei non riesce a trovarne il motivo. Nel frattempo sua madre Helen cerca di convincere Kevin a prendere la patente per persone diversamente abili, cercando di spronarlo a crearsi una vita il più possibile normale, e suo padre investiga su un cadavere carbonizzato. Al corso avanzato Joan incontra suo fratello Luke, un genio della scienza; Grace Polk, una ragazza controcorrente per il suo modo di vestire maschile; e Adam Rove, un ragazzo introverso e timido che tutti pensano sia un tossicodipendente. Adam, parlando con Helen, le dice che c'è un'auto per persone diversamente abili in vendita e che suo padre potrebbe vendergliela per Kevin, il quale ha superato l'esame. Come premio per lo sforzo, Helen e Will gli regalano l'auto. Will, parlando con un vigile del fuoco riesce a fermare il piromane che si  rivela essere il capo dei pompieri. Kevin ed Helen per festeggiare decidono di andare in un fast food, dove una bella ragazza fa delle avances a Kevin, il quale però nasconde il suo handicap fisico per vergogna.

## Scacco matto
- Titolo originale: Touch Move
- Diretto da: Josh Brand
- Scritto da: Barbara Hall

### Trama
Kevin si sveglia nel cuore della notte dopo un brutto incubo che riguarda il suo incidente. Helen spera in un miracolo per vederlo tornare a camminare. Il mattino seguente Joan incontra a Dio, sotto forma di postino, che le suggerisce di imparare a giocare a scacchi dandole un libro sulle regole del gioco. Will sta investigando sulla scomparsa di un bambino e una sensitiva si presenta alla centrale per aiutarli nella ricerca, fornendo importanti indizi sotto lo stupore di tutti. Joan incontra di nuovo Dio davanti a scuola che la invita ancora una volta ad andare al circolo degli scacchi e lì la ragazza nota di avere un grande talento per il gioco pur non sapendoci giocare. Joan allora inizia a frequentare delle ragazze popolari, sperando di diventare anche lei parte del gruppo, ma queste iniziano a chiedere con insistenza informazioni sull'orientamento sessuale di Grace Polk (perché tutti pensano che sia omosessuale) e Joan, irritata, controbatte che non lei importa del suo orientamento sessuale e che tutti questi sono pettegolezzi inutili e stupidi. Questo farà avvicinare Grace a lei dando inizio a una bella amicizia e Joan si renderà conto che la vita è come il gioco degli scacchi e Grace e Adam sono amici veri e sinceri e che non è necessario essere belli e popolari per avere degli amici come loro. Will infine ritrova il bambino, sequestrato da una donna che lo ha rinchiuso in una stanza.

## La mia barca
- Titolo originale: The Boat
- Diretto da: Kevin Dowling
- Scritto da: Randy Anderson

### Trama
Dio affida a Joan il compito di costruire una barca e la ragazza si appassiona così tanto a questo nuovo compito da far preoccupare la madre e da trascurare gli studi e le lezioni, tanto che il preside Price la richiama per avere delle spiegazioni e, di fronte alla verità, le dice senza garbo che la sua barca non galleggerà mai e Joan allora perde tutto il suo talento. Si avvicina allora ad Adam ed è quasi sul punto di dirgli che parla con Dio, ma Lui la ferma in tempo. Helen e Will cercano di convincere Kevin a entrare in una squadra di basket, il suo gioco preferito di quando poteva camminare e giocare ma, amareggiato dalla sua situazione, brucia il suo album delle superiori con tutti i ricordi del passato; Will indaga sul duplice omicidio di due poliziotti. Kevin decide perciò di portare a termine la barca e Will decide di aiutarlo, facendoli di nuovo riavvicinare. Joan allora capisce che la barca era un mezzo per riconciliare suo fratello e suo padre, che non parlavano dal giorno dell'incidente.

## Un fidanzato per Joan
- Titolo originale: Just say No
- Diretto da: Steve Gomer
- Scritto da: Tom Garrigus

### Trama
Dio chiede a Joan di organizzare un mercatino dell'usato per il sabato pomeriggio e la ragazza inizia a cercare nella cantina delle cianfrusaglie ancora integre da poter vendere. S'imbatte allora in alcuni quadri dipinti da sua madre in un brutto periodo della sua vita e Helen, vedendoli, si infuria con Joan intimandole di non venderli, ma la ragazza non riesce a capire il motivo di tale rabbia. A scuola Joan incontra Clay Fisher, il DJ della scuola, un ragazzo molto carino che si è interessato a lei tanto da invitarla ad uscire il sabato sera, ma lei dovrà rinunciare a causa del mercatino. Will intanto indaga su un caso di stupro e si batte contro un avvocato che non vuole procedere per mancanza di prove fondate dell'accaduto. È sabato pomeriggio e inizia il mercatino; Joan prova lo stesso a venderli e questo porta la madre a doverle raccontare che ha disegnato quei quadri dopo che era stata stuprata da un uomo e che disegnando aveva superato l'evento.
Kevin trova lavoro presso un giornale locale.

## Cheerleader, che passione!
- Titolo originale: Bringeth it On
- Diretto da: David Petrarca
- Scritto da: Joy Gregory

### Trama
Inaspettatamente Dio chiede a Joan di entrare a far parte delle cheerleader della scuola e Luke si sta rendendo conto che è sempre più attratto da Grace, la ragazza che tutti pensano essere omosessuale. Questa scelta di Joan la metterà in contrasto proprio con l'amica Grace. Un amico del ragazzo confessa che forse ha delle tendenze omosessuali. Dopo una chiamata anonima alla polizia, Will trova un neonato -che viene subito ricoverato all'ospedale- in un cassonetto e capisce che probabilmente la madre frequenta il liceo di Arcadia. Al provino Joan impressiona così tanto le ragazze che queste la invitano ad uscire con loro dopo la scuola. La capo-cheerleader chiama Joan all'uscita, ma la ragazza ha lasciato il cellulare a casa e risponde perciò Helen, che riconosce la voce della cheerleader in quella che ha chiamato la polizia. Informa Will dell'accaduto e questi l'arresta per abbandono. Joan allora, attraverso un ballo, cerca di far capire che abbandonare un neonato solo per la propria squadra è una cosa stupida e abbandona il gruppo, riconciliandosi con Grace.

## Cercasi baby sitter
- Titolo originale: Death Be Not Whatever
- Diretto da: Peter Levin
- Scritto da: Barbara Hall

### Trama
Dio, nei panni di una hostess, le dice di aiutare qualcuno che non riesce a chiedere aiuto. Joan pensa allora si tratti di Sylvia, una madre che ha bisogno di una baby-sitter per suo figlio Rocky, malato di fibrosi cistica e per questo ossessionato dalla morte. Tuttavia non si accorge che anche Adam ha bisogno di aiuto. Will deve fronteggiare un caso di razzismo che vede coinvolti due poliziotti che hanno malmenato un uomo afro americano. Helen si riavvicina alla Chiesa, chiedendo aiuto a un prete per affrontare tutto il dolore causato dall'incidente di Kevin e dalla perdita dell'uso delle gambe. Joan scopre anche perché Adam odia così tanto novembre.

## Crisi di fede
- Titolo originale: The Devil Made Me Do It
- Diretto da: James Hayman
- Scritto da: Hart Hanson

### Trama
Joan affronta le misteriose vie di Dio quando quest'ultimo le chiede di dare una mano nell'allestimento della mostra d'arte della scuola e, nel contempo, di impedire ad Adam Rove di esporre una delle sue sculture. Quando, in seguito alla vendita di una sua opera, Adam decide di abbandonare la scuola, Joan entra in azione e distrugge la scultura. Kevin scopre che può fare il disonesto perché le persone, impietosite dal suo handicap, non lo denuncerebbero.

## Giovanna D'Arco
- Titolo originale: St. Joan
- Diretto da: Martha Mitchell
- Scritto da: Randy Anderson

### Trama
Dio pretende che Joan ottenga un punteggio alto al prossimo test di storia. Trovando curiosi parallelismi fra la sua vita e quella di Giovanna D'Arco, Joan si appassiona al tema ed ottiene una A. Ma il suo professore e Price sono convinti che la ragazza abbia copiato il test e le chiedono di rifarlo. Joan si rifiuta. La famiglia Girardi si reca da un terapista e Kevin ammette di essere responsabile dell'incidente che l'ha privato dell'uso delle gambe.

## L'ostaggio
- Titolo originale: Drive, He Said
- Diretto da: Ron Lagomarsino
- Scritto da: Tom Garrigus

### Trama
Will viene preso in ostaggio da un uomo che ha sparato all'assistente di un giudice e ferito quest'ultimo. Lo stesso giorno, Helen affronta la possibilità di essere incinta. Joan supera brillantemente l'esame di guida. Luke deve affrontare un importante esame, ma è disturbato dal fatto che ha scoperto il test di gravidanza ed è convinto che la sorella Joan sia in attesa di un bambino.

## Un ragazzo difficile
- Titolo originale: The Uncertainty Principle
- Diretto da: Tom Garrigus
- Scritto da: Joy Gregory

### Trama
Dio impone a Joan di chiedere a Steve Ramsey, un ragazzo con molti problemi comportamentali, di andare con lui al "Ballo del Cristallo". La serata si rivela un vero e proprio disastro che termina con l'arresto del giovane. Will scopre una serie di irregolarità che coinvolge i vertici dell'amministrazione della città. Luke compie un passo decisivo nei confronti di Grace.

## Indagine federale
- Titolo originale: Jump
- Diretto da: Timothy Busfield
- Scritto da: Hart Hanson

### Trama
Joan è disperata quando viene a sapere che Rocky, il bimbo malato di fibrosi cistica, è deceduto. Will perde il lavoro in seguito all'indagine federale che ha contribuito a far scattare. Ma Roebuck ha un nuovo incarico per lui. Luke e Grace lavorano al loro progetto per la fiera della scienza. Joan teme che Adam possa commettere un gesto insano e lo esorta a leggere la lettera d'addio della madre.

## Festa clandestina
- Titolo originale: Recreation
- Diretto da: Elodie Keene
- Scritto da: Barbara Hall

### Trama
Su insistenza di Helen, Will accetta di trascorrere insieme alla moglie un week end di totale riposo in una stazione termale. Approfittando della mancanza dei genitori di Joan, Dio chiede alla ragazza di organizzare una festa clandestina. Kevin e Rebecca fanno il possibile per ignorare la loro attrazione reciproca. Adam si presenta a casa di Joan deciso a dare un seguito al loro primo bacio.